# Sidi Khaled (Sidi Bel Abbès)
Pour la commune de la wilaya de Biskra, voir Sidi Khaled (Ouled Djellal).
Sidi Khaled (anciennement Palissy) est une commune de la wilaya de Sidi Bel Abbès en Algérie.

## Géographie

### Situation
| Sidi Yacoub       | Sidi Lahcene | Amarnas |
| Sidi Ali Boussidi | Sidi Khaled  | Amarnas |
| Lamtar            | Boukhanafis  | Amarnas |

## Histoire
Le village portait le nom de Palissy pendant la colonisation française en Algérie, avant sa libération par les maquisards résistants du FLN. 
Avant cela, le village était le foyer de la tribu des Ouled Sidi Khaled, eux-mêmes confédérés à la puissante alliance arabo-berbère des Banu Amer. Selon les légendes orales, ils seraient arrivés de Tiaret il y a plusieurs siècles. 
Comme la plupart des tribus arabo-berbères de la région, les Boukhaled vont résister à l'occupation française sous la bannière de l'émir AbdelKader, ce qui se traduira après leur défaite, par leur déportation dans l'actuel nouveau village de Kdedra, loin de leurs terres fertiles réservées aux nouveaux colons. 